# Byssolophis sphaerioides
Byssolophis sphaerioides är en svampart som först beskrevs av Petter Adolf Karsten, och fick sitt nu gällande namn av E. Müll. 1962. Byssolophis sphaerioides ingår i släktet Byssolophis och familjen Lophiostomataceae.   Inga underarter finns listade i Catalogue of Life.
I den svenska databasen Dyntaxa används istället namnet Byssolophis ampla för samma taxon.  Arten är reproducerande i Sverige.